# Amerikahuset (roman)
Amerikahuset är Sven Olov Karlssons andra roman, utgiven 2008. Pocketutgåvan, som utgavs 2009, innehåller även novellen En tur på sjön.

## Handling
Handlingen utspelar sig i den fiktiva orten Eriksfors i Bergslagen. Boken inrymmer två tidsplan: dåtid och nutid. Berättelsen varvar skildringar från båda dessa om varandra.
Den dåtida skildringen utspelar sig under 1980-talet. Romanens protagonist, Eddy Mood, och hans hustru Liselott har ärvt Eddys föräldragård, Amerikahuset, och bedriver där lantbruk. Liselott blir gravid, men mister dock barnet. Händelsen blir startskottet för parets skilsmässa och även för Eddys kriminella bana. Han begår ett mord och hamnar i fängelse.
Den nutida skildringar inleds med att Eddy återvänder till Eriksfors efter tjugo år i fängelse. Han finner gården förfallen och minnena av det liv han en gång hade kommer ifatt honom. Han brottas även med omgivningens ovilja att förlåta honom för det brott han en gång begått.

## Karaktärer
- Eddy Mood, romanens protagonist
- Liselott Halvarsson, Eddys hustru.
- Hillevi Mood, Eddys mamma.
- Edla Mood, Eddys nervsjuka farmor.
- Werner Mood, Eddys farfar.
- Magnus Rytter, mjölkbonde. Granne till Eddy.
- Stefan Rytter, lillebror.
- Hetty Rytter, mamma.
- Rune Rytter, pappa.
- Erkki Arkko,
- Margareta Wallenius, kyrkoherde.
- Sigvard Nilsson, arrendator.
- Gunvor Hörlin, tant boende i Eriksfors.

## Utgåvor
Amerikahuset har utkommit i tre olika utgåvor. 2008 utkom boken i inbunden utgåva. 2009 utgavs den i pocket. I denna utgåva ingick även novellen En tur på sjön som extramaterial. 2010 utkom boken som e-utgåva. Samtliga upplagor är utgivna på förlaget Natur & Kultur.

### Översättningar
Amerikahuset har översatts till två språk: nederländska och norska.

## Mottagande
I Sverige fick boken ett blandat mottagande när den kom ut. Svenska Dagbladet beskrev boken som en "svart samtidsroman i doftrikt landskap". Dagensbok.com ansåg att boken spårar ut lite mot slutet. Expressen beskrev boken i mycket positiva ordalag och skrev: "Karlssons västmanländska idiom är så äkta att det lyckas levandegöra ett samhälle som sedan länge är officiellt dödförklarat. Så suggestivt har ingen skrivit om lantbruksvardag sedan Nässlorna blomma".

## Övrigt
Även om orten Eriksfors, där romanen Amerikahuset utspelas, är fiktiv så finns huset som romankaraktären Eddy bor i på riktigt i Laboda utanför Norberg. I verkligheten heter huset dock inte Amerikahuset, utan Rajtet. Karlsson växte upp på orten och brukade passera huset varje dag med skolbussen och kom med åren att alltmer intressera sig för byggnadens historia. Rajtet skildras även i reportageboken Svenska ödehus.